# Fenomenologická sociologie
Fenomenologická sociologie je teoretický a empirický proud zkoumání společnosti v sociologii, který analyzuje a zkoumá struktury, vědomí a jevy, které se konají v daných strukturách. Slovo fenomenologie pochází z řeckých slov phainómenon (řeč.) - "zjevující se" a lógos (řeč.) - věda. Ve filozofii označuje metodu a myšlenkovou školu založenou Edmundem Husserlem, jejímž obsahem je popis věcí ve světě, vzhledem k tomu, že věci se jeví jako objekty vnímání pro subjekty, které si je uvědomují. Znamená obecně přesné zkoumání jevů. Místo zkoumání podstat a skutečností samých se tedy zabývá zkušeností, tím, jak se věci „samy“ člověku ukazují v jeho vlastním vědomí.
Fenomenologická sociologie ovlivnila školu interpretativní sociologie.
Za zakladatele fenomenologické sociologie je považován Alfred Schütz. Za nejvýznamnějšího sociologa v daném směru je považován Edmund Husserl. Kromě Husserla fenomenologickou sociologii popisovali a kritizovali Martin Heidegger, Maurice Merleau-Ponty, Paul Ricoeur a Emmanuel Lévinas.

## Idea fenomenologie
Ve své nejjednodušší podobě se fenomenologie snaží vytvořit podmínky pro objektivní zkoumání toho, co je obvykle považováno za subjektivní - vědomí a jeho projevy, jako jsou rozsudky, vjemy a pocity. Ačkoli se fenomenologie snaží být vědeckou disciplínou, nepokouší se studovat vědomí (pokud jde o klinickou psychologii a neurologii). Fenomenologie však využívá pomoci systematických důvodů, jež mají za cíl označit základní vlastnosti struktur vědomí a jejich projevů.

### Alfred Schütz a počátky fenomenologie
Alfred Schütz reagoval na Weberův pokus spojit dohromady vysvětlení a porozumění. Svou knihou Der sinnhafte Aufbau der sozialen Welt, která poprvé vyšla ve Vídni v roce 1932, založil tradice sociologické fenomenologie. Schütz měl dojem, že problém Weberových ideálních typů nebyl v jejich nedostatečné vědeckosti, ale právě naopak: Weber je až příliš rychle aplikoval na jevy, jež popisoval, a nevěnoval dostatečnou pozornost jejich zakotvení v typizačních aktech obyčejných členů společnosti. Podle Schütze sociální vědec pouze vytváří doplňující typizace druhého založené na těch, které již vykonávají obyčejní lidé ve svém každodenním životě. Schütz označuje každodenní život jako „přirozený svět“ (pojem převzat z Husserlovy fenomenologické filozofie), který se vztahuje k sociálnímu světu, jejž interpretujeme a dáváme mu smysl prostřednictvím našich „typizací“ (Schutz a Luckmann, 1973) – když vejde do místnosti člověk v policejní uniformě, předpokládáme, že je to policista (typizace), můžeme se ale mýlit - ve světě se orientujeme pomocí „balíku příručního vědění“, který běžně nezpochybňujeme.

#### Fenomenologická ontologie každodenního života
Uzávorkování každodenního světa.
V rámci odpovědi na ontologickou otázku Schütz vymezuje základní charakteristiky životního světa jak z hlediska jedince, tak z hlediska intersubjektivity, jedná se např. o pojmy příruční zásoba vědění, obecná zásoba vědění, typizace, obecná reciprocita perspektiv, biograficky determinovaná situace apod.
Životní svět je světem každodennosti, jedná se o subjektivní svět aktérů, který tvoří primární realitu. Jedná se tedy o svět zdravého rozumu, svět důvěrně známý, kteří obyvatelé považují za samozřejmý. Tento svět je intersubjektivně srozumitelný, což znamená, že je různými lidmi na různých místech vnímán stejně – toto tvrzení stojí na Schützově předpokladu, že životní svět zkrátka takový je. Dále se jedná o svět veřejný, kde lidé považují za samozřejmé, že způsob, jak se svět jeví, je pro všechny stejný.

#### Fenomenologická metodologie
Metodologická otázka „jak je možná objektivní věda o subjektivním smyslu?“ by se podle Schütze měla řešit prostřednictvím vytváření konstrukcí – konkrétně tzv. konstrukcí druhého stupně (řádu).
Společenské vědy pracují s konstrukcemi druhého stupně, protože objektem jejich zkoumání je subjekt, který si přiděluje smysl (proti tomu stojí přírodní vědy s konstrukcemi prvního řádu – objektem zkoumání je vysvětlení přírodní reality). Při konstrukcích druhého stupně musí vědec brát v úvahu všechny předem dané, vypracované výklady a konstrukce zdravého rozumu účastníků každodenního světa.
Pro vědecké modelové konstrukce druhého stupně Schütz formuloval tři postuláty: 
1. Postulát logické konzistence: vědecké konstrukce druhého stupně (myšlenkové objekty vědy) musí mít formálně logický charakter .Vědec bude nezainteresovaným pozorovatelem, tedy uzávorkuje svůj přirozený postoj a svou biograficky determinovanou situaci a následně bude konstruovat tzv. ideální typy (konstrukce modelů racionálního jednání).
2. Postulát subjektivní interpretace: vědecké konstrukce druhého stupně musí zahrnout subjektivní motivy aktérů a jejich interpretace.
3. Postulát adekvátnosti: tímto postulátem Schütz odstraňuje rozpor mezi prvním a druhým postulátem. Požaduje, aby modelu zkonstruovanému vědcem odpovídala konstrukce každodenního světa samotných aktérů – model tedy musí být pochopitelný pro aktéra. Jinými slovy: konstrukce druhého stupně musí odpovídat konstrukcím prvního stupně.

## Shrnutí
Postuláty lze také shrnout do výroku, že Schütz požaduje, aby teoretický model byl verifikován empirií.
Fenomenologická analýza postupuje tak, že pomine otázky po příčinách nebo smyslech subjektu jako objektech konkrétního smyslu. Fenomenolog se např. soustředí na popis smyslu toho, že člověk zvedá paže jako znamení k někomu nebo pro někoho, ale nepokouší se stanovit fyzické podněty, které člověka vedly ke zvednutí paží.
Schütz tedy na základě ideálních typů vykonstruoval model racionálního chování a model aktéra, čímž vytvořil zjednodušený model sociálního světa, o kterém soudil, že napomáhá k vytvoření objektivní vědy o subjektivním smyslu, protože vše v tomto modelu může být empiricky testováno.